# Lliscament de bit
En la transmissió digital, el lliscament de bits és la pèrdua o guany d'un bit o bits, causada per la deriva del rellotge – variacions en les freqüències de rellotge respectives dels dispositius emissors i receptors.
Una de les causes del lliscament de bits és el desbordament d'un buffer de recepció que es produeix quan la velocitat de rellotge del transmissor supera la del receptor. Això fa que es deixin caure un o més bits per manca de capacitat d'emmagatzematge.
Una manera de mantenir el temps entre els dispositius de transmissió i de recepció és utilitzar un protocol asíncron com ara start-stop. Alternativament, el lliscament de bits es pot evitar utilitzant un senyal d'auto-rellotge (com ara un senyal modulat mitjançant OQPSK) o utilitzant una codificació de línia com la codificació Manchester.
Una altra causa és "perdre el recompte", com en un disc dur: si un disc dur troba una cadena llarga de 0s, sense cap 1 (o una cadena d'1s sense 0s), pot perdre la pista del fotograma entre camps i patir una mica de lliscament. Quan s'envia un pols de N bits zero consecutius, la deriva del rellotge pot fer que el maquinari aparentment detecti N-1 bits zero o N+1 bits zero. – tots dos tipus d'errors s'anomenen bit slip. Així, s'evita cadenes llargues sense canvis mitjançant dispositius com ara codis de durada limitada.
Molts sistemes de comunicació utilitzen la codificació del registre de desplaçament de retroalimentació lineal per evitar cadenes llargues de 0 (o un altre símbol), inclòs VSAT, 1000BASE-T, RFC 2615, etc. Mentre que un codificador fa que el tipus d'error de lliscament de bits del tipus "compte de pèrdua" es produeixi amb molta menys freqüència, quan es produeixen errors de lliscament de bits (potser per altres motius), els codificadors tenen la propietat d'ampliar petits errors que afegeixen o perden un únic. en una explosió d'errors molt més llarga.
El mode de retroalimentació de xifrat optimitzat (OCFB), el mode d'autosincronització estadística i el "mode CFB d'un bit" també expandeixen petits errors de lliscament de bits en una ràfega més llarga d'errors, però finalment es recuperen i produeixen el text sense xifrat correcte. Un error de lliscament de bits quan s'utilitza qualsevol altre mode d'operació de xifrat de blocs generalment provoca una corrupció completa de la resta del missatge.